# Spirobranchus corrugatus
Spirobranchus corrugatus är en ringmaskart som beskrevs av Ian Rothwell Straughan 1967. Spirobranchus corrugatus ingår i släktet Spirobranchus och familjen Serpulidae. Inga underarter finns listade i Catalogue of Life.